# Händelö

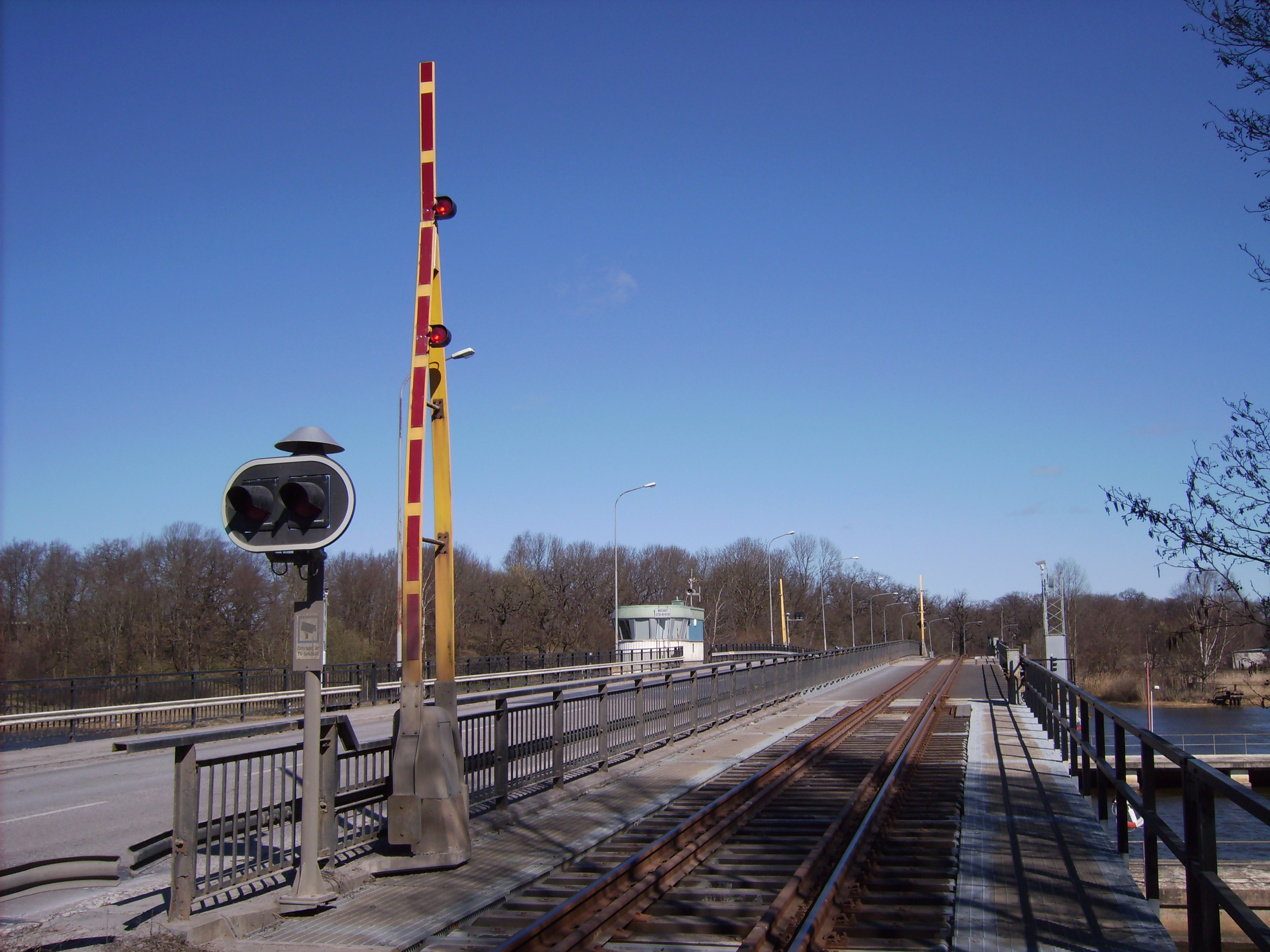
Händelö.

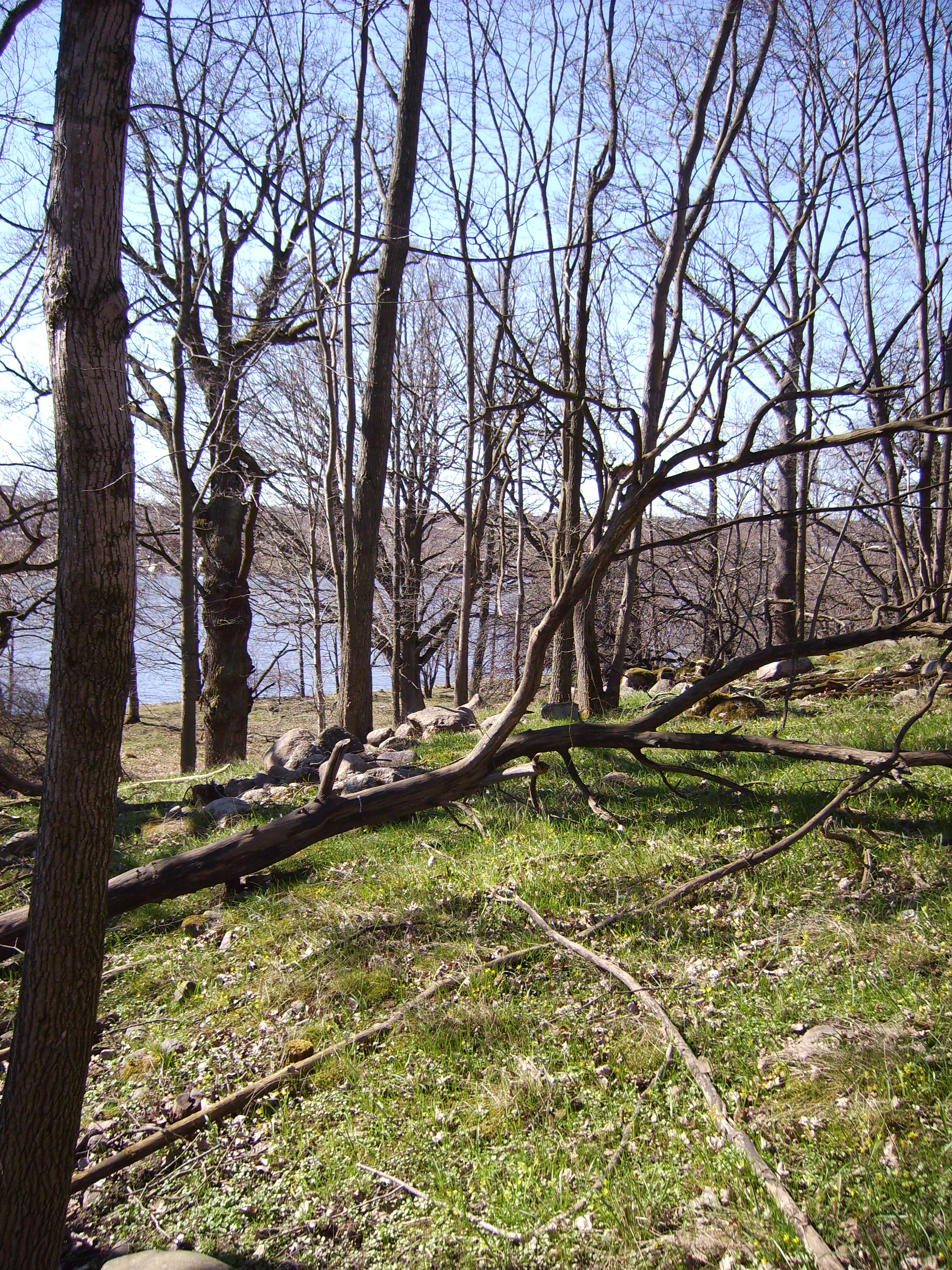
Naturen på Händelö i april.

Händelö är en konstgjord ö i Norrköpings hamnområde som bildades i samband med att Lindökanalen byggdes under åren 1956–1962. På Händelö finns ett antal industrier, lager, och hamnanläggningar, samt Händelö gård.